# Omega (албум)
Omega је дванаести студијски албум српске певачице Јелене Карлеуше. Издат је 20. августа 2023. године за JK Entertainment, у дистрибуцији Телекома Србије и издавачке куће Virgin Music. Објављен је седам дана након њеног претходног албума, Alpha. Садржи девет песама, од којих је и један дует са Девитом.

## Списак песама
Све песме су продуцирали Марко Перуничић и Небојша Арежина из Атељеа траг. Продукцију за песму Ја, осим Перуничића и Арежине, потписује и Немања Антонић.
| №               | Назив                  | Текст                                                                                     | Музика                                          | Трајање |  |
| 1.              | Ја                     | Јелена Карлеуша                                                                           | Нејтан Гошен                                    | 3.40    |  |
| 2.              |                        | Карлос Рамирез Ларс Х. Јенсен Луизет Герероo Јехан Асрија Марко Перуничић Небојша Арежина | Јелена Карлеуша Марко Перуничић Небојша Арежина | 2.12    |  |
| 3.              | Романе                 | Љиљана Јорговановић                                                                       | Немања Антонић                                  | 2.31    |  |
| 4.              | Лудило                 | Јорговановић                                                                              | Милан Станковић                                 | 2.26    |  |
| 5.              |                        | Карлеуша Перуничић                                                                        | Карлеуша Перуничић Арежина Ален Стајић          | 3.14    |  |
| 6.              | Непогрешиво (и Девито) | Милена Јанковић Давид Љубеновић                                                           |                                                 | 2.46    |  |
| 7.              |                        | Милош Рогановић                                                                           | Константинос Панцис                             | 3.42    |  |
| 8.              | Романе —               | Јорговановић                                                                              | Антонић                                         | 3.04    |  |
| 9.              | Минут                  | Карлеуша                                                                                  | Карлеуша                                        | 1.01    |  |
| Укупно трајање: | Укупно трајање:        | Укупно трајање:                                                                           | Укупно трајање:                                 | 25.39   |  |